# Pentzia somalensis
Pentzia somalensis là một loài thực vật có hoa trong họ Cúc. Loài này được E.A.Bruce ex Thulin mô tả khoa học đầu tiên năm 2001.